# Rhabdomastix subfasciger
Rhabdomastix subfasciger är en tvåvingeart som beskrevs av Alexander 1927. Rhabdomastix subfasciger ingår i släktet Rhabdomastix och familjen småharkrankar. Inga underarter finns listade i Catalogue of Life.